# Josef Kling
Josef Kling (19 de marzo de 1811 - 1 de diciembre de 1876), que también se encuentra en fuentes de lengua inglesa como Joseph Kling, fue un maestro de ajedrez y compositor de ajedrez alemán. Ha sido llamado "un pionero del estilo moderno de ajedrez". Aunque Kling era un experto en finales y problemas, rara vez jugaba de forma competitiva.
Kling escribió varios estudios del juego. Coeditó el libro de problemas Estudios de Ajedrez (1851) con Bernhard Horwitz. De enero de 1851 a diciembre de 1853, la pareja también coeditó la revista semanal El Jugador de Ajedrez, también conocida como El Nuevo Jugador de Ajedrez. Como coautores, hicieron notables contribuciones a la teoría de finales, y se cree que originaron el término inglés  "cook"  en referencia a "un problema de ajedrez poco sólido que tiene dos soluciones".
Kling comenzó como profesor de música instrumental, pero a principios de 1850 se encontró con pocos estudiantes. Emigró de Mainz, Alemania, a Inglaterra, donde en 1852 abrió una cafetería con salas de ajedrez, situada en el 454 de New Oxford Street en Londres. Ocasionalmente empleó a Horwitz como jugador profesional residente allí.